# صراع الحدود السوفيتية الصينية
كان الصراع الحدودي بين الصين والاتحاد السوفيتي نزاعًا عسكريًا غير معلن لمدة سبعة أشهر بين الاتحاد السوفيتي والصين في أوج الانقسام الصيني السوفيتي في عام 1969. وقعت أخطر هذه الصدامات الحدودية، التي دفعت أكبر دولتين شيوعيتين في العالم إلى حافة الحرب، في مارس 1969 بالقرب من جزيرة جينباو (دامانسكي) على نهر أوسوري (ووسولي)، بالقرب من منشوريا. أدى الصراع إلى وقف إطلاق النار، مع العودة إلى الوضع الراهن.

## الخلفية

### نبذة تاريخية
اعترف الحزب القومي الصيني (الكومينتانغ) تحت حكم شنغ شيكاي (1933-1944) في مقاطعة سنجان شمال غرب الصين، لأول مرة بالتصنيف الإثني لشعب الأويغور، باتباع السياسة الإثنية السوفيتية. استفاد الاتحاد السوفيتي بشكل كبير من التكوين الإثني «القومي» لشعبٍ مؤهل للاستقلال الذاتي الإقليمي، فنظم مؤتمرات في فرغانة وسيمريتشي (في آسيا الوسطى السوفيتية) من أجل إشعال «ثورة» في آلتي شهر (جنوب سنجان) وجونغاريا (شمال سنجان).
تحالف كل من الاتحاد السوفيتي والحركة البيضاء خفيةً مع الجيش الوطني الإيلي للقتال ضد الكومينتانغ في ثورة المقاطعات الثلاث. على الرغم من أن متمردي الأويغور ذوي الأغلبية المسلمة، شاركوا في مذابح مدبرة ضد الصينيين من الهان عمومًا، فإن الاضطرابات أدت في النهاية إلى الاستعاضة عن حكم الكومينتانغ في سنجان بحكم الحزب الشيوعي الصيني.
جرى تسييس التأريخ السوفيتي وبشكل أكثر تحديدًا «دراسات الأويغور» السوفيتية في إجراءات متزايدة لمطابقة فحوى الانقسام الصيني السوفيتي في الستينيات والسبعينيات من القرن العشرين. ذكر عالم تركيات سوفيتي يُدعى تورسون راخينوف، والذي عمل في الحزب الشيوعي للاتحاد السوفيتي، أن الأويغور الحديثين هم من أسسوا بلد تقوز أوغوز القديم (744-840)، والقراخانات (840-1212)، وما إلى ذلك. وصِفت حروب هذه الدول التي كانت ما قبل الحداثة ضد السلالات الصينية على أنها صراعات من أجل التحرر الوطني من قبل مجموعة الأويغور الإثنية. لم يكن التأريخ السوفيتي متسقًا بشأن هذه التساؤلات: عندما كانت العلاقات الصينية السوفيتية أكثر دفئًا، على سبيل المثال، صور المؤرخون السوفييت ثورة المقاطعات الثلاث على أنها جزء من مناهضة الكومينتانغ خلال الحرب الأهلية الصينية، وليس محاولة مناهضة للصين للحصول على التحرر الوطني. شجع الاتحاد السوفيتي أيضًا هجرة الأويغور إلى أراضيه في كازاخستان على طول حدود البالغ طولها 4380 كم (2738ميل). في مايو 1962 عبر 60,000 من الأويغور من مقاطعة سنجان الحدود إلى الاتحاد السوفيتي، هربًا من المجاعة والفوضى الاقتصادية الناجمة عن القفزة العظيمة للأمام.
وسط تصاعد التوترات، بدأ الاتحاد السوفيتي والصين المحادثات الحدودية. على الرغم من أن الاتحاد السوفيتي منح جميع أراضي مانشوكو وهي دولة دمية لليابان لشيوعي ماو في عام 1945، لكنه ساعد الشيوعيين بكل حزم في الحرب الأهلية الصينية، طالب الصينيون بشكل غير مباشر بتنازلات إقليمية على أساس أن معاهدات القرن التاسع عشر الخاصة بنقل ملكية منطقة منشوريا الخارجية ذات الكثافة السكانية المنخفضة، والتي أبرمتها سلالة تشينغ الصينية والإمبراطورية الروسية، كانت «معاهدات غير متكافئة»، وبلغت حد ضم الأراضي الصينية الشرعية. لم تقبل موسكو هذا التفسير، ولكن بحلول عام 1964، توصل الجانبان إلى اتفاق مبدئي بشأن الجزء الشرقي من الحدود، بما في ذلك جزيرة جينباو، التي سُلمت إلى الصين.
في يوليو 1964صرح ماو تسي تونغ في اجتماع مع وفد الحزب الاشتراكي الياباني، أن روسيا جردت الصين من مناطق شاسعة في سيبيريا والشرق الأقصى حتى كامشاتكا. أعلن ماو أن الصين لم تقدم بعد مشروع قانون لهذه القائمة. سُربت هذه التعليقات للجمهور. استشاط الزعيم السوفيتي نيكيتا خروتشوف غضبًا ثم رفض الموافقة على الاتفاق الحدودي.

### الجغرافيا
تركز النزاع الحدودي في الغرب على 52,000 كيلومتر مربع (20.000 ميل مربع) من الأراضي التي سيطر عليها السوفييت في بامير التي تقع على حدود سنجان وجمهورية طاجيكستان السوفيتية. في عام 1892 اتفقت الإمبراطورية الروسية وسلالة تشينغ على أن الحدود تتألف من سلسلة تلال من سلسلة جبال ساريكول، لكن الحدود الدقيقة ظلت موضع خلاف طوال القرن العشرين. وفي ستينيات القرن العشرين بدأ الصينيون يصرون على ضرورة إجلاء الاتحاد السوفييتي عن المنطقة.

منذ نحو عام 1900، بعد أن خصصت معاهدة بكين (1860) منشوريا الخارجية (بريمورسكي كراي) لروسيا، رُسّم الجزء الشرقي من الحدود الصينية السوفيتية بشكل أساسي من خلال ثلاثة أنهار، نهر أرغون من التقاطع الثلاثي مع منغوليا إلى الطرف الشمالي من الصين، ممتدًا من الجنوب الغربي إلى الشمال الشرقي، ثم نهر آمور إلى خاباروفسك من الشمال الغربي إلى الجنوب الشرقي، حيث ينضم إليه نهر أوسوري الذي يجري من الجنوب إلى الشمال. رُسّم نهر أوسوري بطريقة غير تقليدية: فخط الحدود كان على طول الجانب الأيمن (الصيني) من النهر، الأمر الذي وضع النهر نفسه بجميع جزره في حوزة روسيا.
«الطريقة الحديثة (المستخدمة على مدار 200 عام الماضية) لترسيم الحدود النهرية بين الولايات اليوم هي تعيين الحدود إما على الخط المتوسط للنهر أو حول المنطقة الأكثر ملاءمة للملاحة وفقًا لما يُعرف باسم (مبدأ خط القعر).»
طالبت الصين بهذه الجزر، إذ كانت تقع على الجانب الصيني من النهر (إذا رُسمت حدودها وفقًا للقاعدة الدولية باستخدام ممرات الملاحة). أراد اتحاد الجمهوريات السوفيتية الاشتراكية تقريبًا كل جزيرة على طول الأنهار (وبحلول ذلك الوقت كانت سيطرته على الجزر فعلية أصلًا).

### وجهات نظر الحكومة الصينية والسوفيتية
كان لدى الاتحاد السوفيتي أسلحة نووية لفترة أطول من الصين، لذلك تبنى الصينيون إستراتيجية ردع غير متكافئة فهددوا «بحرب شعبية» تقليدية كبيرة ردًا على الضربة السوفيتية النووية الوقائية. كان التفوق العددي الصيني أساس استراتيجيتها لردع الهجوم النووي السوفيتي. منذ عام 1949 أكدت الاستراتيجية الصينية مثلما أوضحها ماو تسي تونغ على تفوق «الإنسان على الأسلحة». في حين أن الأسلحة كانت بالتأكيد عنصرًا مهمًا في الحرب، قال ماو إنها «لم تكن العامل الحاسم، فالناس هم العامل الحاسم وليس الأشياء. إن صراع القوة ليس فقط صراعًا على القوة العسكرية والاقتصادية، ولكنه أيضًا صراع على القوة البشرية والروح المعنوية». بالنسبة لماو، فإن العوامل «غير المادية» مثل «الإبداع، والمرونة، والروح المعنوية العالية» كانت أيضًا «عناصر حيوية في الحرب».
لم يكن السوفييت واثقين من قدرتهم على كسب مثل هذا الصراع. فالتوغل الصيني الكبير كان من الممكن أن يهدد المراكز الاستراتيجية في بلاغوفيشتشينسك، وفلاديفوستوك، وخاباروفسك، بالإضافة إلى نقاط مهمة على سكة الحديد العابرة لسيبيريا. وفقًا لأركادي شيفتشينكو، وهو لاجئ روسي رفيع المستوى إلى الولايات المتحدة، «كان المكتب السياسي مرعوبًا من احتمال قيام الصينيين بتوغل جماعي في الأراضي السوفيتية». جعل كابوس غزو الملايين من الصينيين القادة السوفييت شبه مسعورين. «على الرغم من تفوقنا الساحق في مجال الأسلحة، لن يكون من السهل على الاتحاد السوفيتي التعامل مع هجوم بهذا الحجم». بالنظر إلى «عدد سكان الصين الهائل ومعرفتها العميقة وخبرتها في حرب العصابات»، إذا شن السوفييت هجومًا على برنامج الصين النووي، فمن المؤكد أنهم سيصبحون «غارقين في حرب لا نهاية لها».
كانت المخاوف بشأن القوة البشرية الصينية واستراتيجية «حرب الشعب» عميقة للغاية لدرجة أن بعض البيروقراطيين في موسكو ذكروا بأن السبيل الوحيد للدفاع ضد هجوم تقليدي واسع هو استخدام الأسلحة النووية. حتى أن البعض دعا إلى نشر الألغام النووية على طول الحدود الصينية السوفيتية. من خلال التهديد ببدء صراع تقليدي مطول ردًا على الضربة النووية، استخدمت بكين إستراتيجية ردع غير متكافئة تهدف إلى إقناع موسكو بأن تكاليف الهجوم ستفوق الفوائد. وجدت الصين أساس منطقها الاستراتيجي. في حين أن معظم المتخصصين العسكريين السوفييت لم يخشوا انتقامًا نوويًا صينيًا، اعتقادًا منهم أن ترسانة الصين صغيرة جدًا وبدائية وضعيفة لدرجة أنها لن تتمكن من النجاة من الضربة الأولى وتنفيذ هجوم انتقامي، لكنهم كانوا قلقين جدًا بشأن الجيش الصيني التقليدي الضخم. اعتقد نيكولاي أوغركاف، الضابط العسكري السوفيتي الكبير، أن الهجوم النووي الهائل يعني «حتمًا حربًا عالمية». قال أوغركاف إنه حتى الضربة المضادة المحدودة على المنشآت النووية الصينية خطيرة، لأن القليل من الأسلحة النووية «بالكاد يقضي على» دولة بحجم الصين، وردًا على ذلك ستقاتل الصين «بلا هوادة».